# 北九州監禁殺人事件
北九州監禁殺人事件是一宗发生在1996年至2002年间，發生於日本福岡縣北九州市的凶案與非法禁錮案件。

## 行凶者
行凶者松永太（1961年4月28日）出生於日本福岡縣北九州市，因在日本北九州市囚禁、主事殺害多人而被判處絞刑，其共犯緒方純子一審時被判決死刑；2007年9月26日，因考慮其受到暴力虐待脅迫，二審改判無期徒刑。
2011年12月12日最高裁終審判決松永太死刑確定，共犯緒方純子無期徒刑也確定。松永太現羈押在福岡拘置所等待處刑。

## 案情
兩名行凶者欠下巨債，於是向受害者借錢，當發現從受害者身上無利可圖时，即残忍虐待受害者。1996至1998年间，兩人将七名受害者（其中六人還是純子的親人）禁錮折磨达半年之久，例如電擊拷問、囚禁受害人，更命令他们進行互相殺害的遊戲，並對其中幾名女性受害者進行性虐待，或令受害者精神崩溃，身心交瘁而死亡。
事件中共有六人惨遭杀害。这些尸体几乎都在浴室内以菜刀、锯条肢解后，再用搅拌机捣碎投入大海。
直到2002年，一名18歲的受害者(虎谷久美雄之女)從這對情侶的魔掌中二度逃脫出來，才令這宗案件得以浮出水面。

## 受害者
1. 虎谷久美雄，逃出報警少女之父(35歲)
2. 緒方誉，純子之父(61歲)
3. 緒方静美，純子之母(58歲)
4. 緒方理恵子，純子之妹(33歲)
5. 緒方主也，理惠子之夫(38歲)
6. 緒方優貴，純子之侄子，妹妹的長男(5歲)
7. 緒方彩，純子之侄女，妹妹的長女(10歲)

## 電影
2019年，園子溫宣布正在製作電影《情罔森林》，改編自北九州監禁殺人事件。該片於2019年10月11日在Netflix發行。